# Richard Wunderer
Richard Wunderer (* 1947 bei Wien; † 2009 bei Köln) war ein österreichischer Schriftsteller, der u. a. die Pseudonyme Frederic Collins, Larry Harper, Andrew Hathaway und Bob Collins benutzte.

## Leben und Werk
Der Sohn des Jugend- und Sachbuchautors Richard Wunderer (1926–2015) wuchs in Wien auf, legte die Matura ab und studierte Jus, ohne einen Abschluss zu machen. Ab 1972 lebte er in Köln und war kurzzeitig Lektor beim Bastei-Verlag.
Er schrieb ab den frühen 1970er Jahren mehrere hundert Romanhefte der Genres Liebesroman, Krimi, Heimat- und Arztroman, Fürsten- und Adelsroman, Horror und Phantastik, darunter Beiträge zu Serien wie Silber-Krimi, Jerry Cotton, Checkpart, John Sinclair, Zeitkugel, Geister-Krimi und Gespenster-Krimi.
Der von ihm erfundene Londoner Privatdetektiv Rick Masters hatte 1974 bis 1984 beim Kelter Verlag eine eigene Unterserie innerhalb der Geister-Krimis und anderer Heftreihen des Verlages (insgesamt 89 Hefte und Taschenbücher, Nachauflagen ab 1995).
1974–1976 lief die Heftserie Monstrula. Von den 46 Heften schrieb Wunderer 45, eins davon mit einem Co-Autor.
Seine Romane erschienen auch unter den Verlags-Pseudonymen Frederic Collins, Frank DeLorca, Brian Elliot und M. R. Richards. Außerdem übersetzte er Taschenbücher aus dem Amerikanischen (unter anderem Kojak-Romane) und verfasste Taschenbücher zu TV-Serien (u. a. zu Das Traumschiff).
Er lebte als freier Autor und Lektor in der Nähe von Köln.

## Werke (Auswahl)
- Zum Morden verflucht, 1974
- Inferno auf der Todespiste, 1975
- Der Krallenmörder von New York, 1975

### Romanhefte

#### Einzelromane (nach Genre sortiert)

##### Grusel & Horror
- Das Zeichen der Angst, 1975
- Die Schreckensfahrt, 1976
- Der Kult der singenden Stimmen, 1976
- Visionen der Hölle, 1976
- Hundert Stufen zur Verdammnis, 1976
- Der Todesgeist, 1976
- Das Höllenfeuer, 1976
- Das Tor zum Jenseits, 1976
- Der Henker aus dem Totenreich, 1976
- Die Botin der Unterwelt, 1977
- Mahrani – die Botin des Bösen, 1977
- Im Schacht der vergessenen Geister, 1977
- Der tote Lord von Torver Mansion, 1977
- Kreuzfahrt in die Hölle, 1977
- Die Totenlady, 1977
- Der Besucher aus dem Jenseits, 1977
- Ein Toter erwacht!, 1977
- Der Sklave des Magiers, 1977
- Die Tür ins Nichts, 1977
- Gefangen in der Totenwelt, 1978
- Lockruf aus dem Jenseits, 1978
- Drohung aus dem Jenseits, 1978
- Das Kind der Hölle, 1978
- Die Blumen des Bösen, 1978
- Das Werkzeug des Bösen, 1978
- Im Reich der mordenden Schatten, 1978
- Das Totendorf, 1978
- Der Tod in der Manege, 1979
- Der Fluch des Maharadscha, 1979
- Des Teufels Testament, 1979
- Im Auftrag des Bösen, 1979
- Mit den Waffen der Hölle, 1979
- Vampire auf der Bohrinsel, 1979
- Die Dämonen-Gang, 1979
- Die Geisterreiter, 1979
- Die Jäger aus der Schattenwelt, 1979
- Hinab in den Teufelsschlund, 1979
- Lockruf der Dämonen, 1979
- Satansgambit, 1979
- Geisterfalle Bombay, 1979
- Trainingscamp der Schrecken, 1980
- Das Satans-Syndikat, 1980
- Der Fluch der Todesjacke, 1980
- Vorhang auf für einen Dämon, 1980
- Im Wald des Werwolfs, 1980
- Das Spukschloß, 1980
- Im Zentrum des Grauens, 1980
- Die höllische Schrift, 1980
- Totentanz, 1980
- Die Geisterkiller, 1980
- Palast der Wiedergänger, 1980
- Von den Toten zurück, 1980
- Satans Traumfrau, 1981
- Der Sensemann spielt mit, 1981
- Im Schloß der toten Seelen, 1981
- Die Katzengöttin, 1981
- Sendboten der Hölle, 1981
- Das Rätsel des Monstersees, 1981
- Das Dämonenhaus, 1981
- Blutengel, 1981
- Der steinerne Dämon, 1981
- Der gläserne Henker, 1981
- Treffpunkt Toteninsel, 1981
- Poker mit dem Satan, 1981
- Die Seelendiebe, 1983
- Abstecher ins Jenseits, 1983
- Der Überläufer der Hölle, 1984
- Unter dem Galgenbaum, 1984
- Luzifer gibt kein Pardon, 1984
- Die sich dem Teufel verschreiben, 1984

Zusammengestellt aus der Heftromanreihe Gespenster-Krimi (Bastei-Verlag)

#### Romanheftserien

##### Monstrula
1. Der Fluch des Geistes
2. Grotte des Entsetzens
3. Das Schloß der tausend Augen
4. Die Todeskugel des Magiers
5. Gefangene der Höllenschlange
6. Mörderpuppen der Geisterwelt
7. Blutkeller des Schreckens
8. Der Satan führt Regie
9. Die Pest braucht keinen Paß
10. Der Puppenmörder im Blutrausch
11. Das unheimliche Panoptikum
12. Haus der Höllenqualen
13. Zwei Schritte zum Abgrund
14. Henkersfrist bis Mitternacht
15. Die Mörderkatze
16. Der Hexer mit den roten Augen
17. Im Taumel des Irrsinns
18. Das Blut des Pharao
19. Lady Ashers Totenfest
20. Götze des ewigen Schreckens
21. Todesfalter
22. Ein Landhaus für den Satan
23. Im Clinch des Todes
24. Weißer Tod im schwarzen Erdteil
25. Die Geisterfalle
26. Der Dämonen-Mann
27. Das mörderische Inferno
28. Jack Callum – Gefangener des Schreckens
29. Die Blutgöttin
30. Terror der Dämonen
31. Mord in Hypnose
32. Der Krieg der Geister
33. DC 82 – Flug ins Entsetzen
34. Der unheimliche Page
35. Gloria Heller hats erwischt
36. Tanz am Abgrund
37. Teuflische Drohung
38. Wer dem Wahn verfällt
39. Die Dämonenmaske
40. Zerrbild des Schreckens
41. Das Blutschloß
42. Zehn Stufen zum Tod
43. Das Geisterschiff
44. Der Mensch aus der Retorte
45. Unsichtbare Fessel
46. Die Gruft der bleichen Gebeine

##### Peter Winslow
1. Kongress der Untoten, 1981
2. Die Satansfalle, 1981
3. Die Zombie-Invasion, 1981
4. Die Satansfalle, 1981
5. Der Erbe des Schreckens, 1981
6. Zombies an Bord!, 1982
7. Das Dämonen-Syndikat, 1982
8. Die Straße des Grauens, 1982
9. Die Satans GmbH, 1982
10. Drachenjagd, 1982
11. Wettstreit mit der Hölle, 1982
12. Im Teufelsmoor, 1982
13. Im Kerker der Ewigkeit, 1983

Subserie aus dem Gespenster-Krimi (Bastei-Verlag)

##### Rick Masters
1. Der Schreckensturm der Vampire
2. Das blutige Zeichen der Hexe
3. Die Nacht der lebenden Leiche
4. Im Todesgarten des Schreckens
5. Todesschreie auf Herford Castle
6. Großalarm – die Bestien kommen!
7. SOS – Geisterschiff
8. Kalter Tod durch heiße Flocken
9. Lady Ellmores Todeskette
10. Sklave des Satans
11. Die Schreckensnacht des Geisterwolfs
12. Ein Irrer jagt Rick Masters
13. Blutwahn
14. Das Grauen hockt in Zelle 8
15. Schreie aus der Unterwelt
16. Das Satanszeichen
17. Eine Leiche wird sprechen
18. Das unsichtbare Grauen
19. Die teuflische Schöne
20. Rick Masters und der Phantom-Mörder
21. Der Diamantengeist
22. Die Jünger Satans
23. Sklave der Leiche
24. Unheimliche Identitäten
25. Herzschlag des Wahnsinns
26. Trau keiner toten Ahnfrau
27. Blutiger Mond über Wales
28. Wellen ohne Wiederkehr
29. Gefangene der Blutmünze
30. Entsetzliches Doppelspiel
31. Die Totenklage von Lowood Castle
32. Der Großmeister des Bösen
33. Ein Schlag befreit den Satan
34. Rick hat was gegen Alpträume
35. Der Teufel zwischen Wolkenkratzern
36. Von allen Geistern gehetzt
37. Mordprozess im Geisterschloss
38. Geister kennen keinen Urlaub
39. Stimme aus dem Nichts
40. Der Magier von Hongkong
41. Geisterfalle für Chefinspektor Hempshaw
42. Das Geheimnis der alten Abtei[14]
43. Höhle der Tränen
44. Gefangene der Vergangenheit[15]
45. Gräber, Gold und Dämonen
46. Sammlung des Schreckens
47. Untier der Schattenwelt
48. Die Gräber öffnen sich
49. Tor zur Ewigkeit
50. Die Waffen des Jenseits
51. Nacht des Schreckens
52. Das Testament des Magiers
53. Rick Masters im Geisterexpress
54. Rick Masters wird verraten[16]
55. Der Dämon traf den falschen
56. In den Fesseln des Schreckens
57. Die Dämonenklinik
58. Die Eisdämonen
59. Die Stadt der Verfluchten
60. Aktion des Horrors
61. Totentanz der Unterwelt
62. Die Posse des Satans[17]
63. Invasion der Geister
64. Im Steinbruch der Hölle
65. Turm der lebenden Leichen
66. Knockout für den Dämon
67. Drehort Jenseits[18]
68. Alarm der Hölle
69. Knochenmann greift an
70. Der Geist von Blenford Castle
71. Das Jenseits meldet sich zu Wort
72. Lieder, die Satan schrieb
73. Rick Masters auf der Höllenfährte
74. Dem Satan auf der Spur
75. Die lautlosen Geisterboten
76. Im Dämonenschloss
77. Das Grab in der Themse
78. Die Robe der Alpträume
79. Am Todesstrand
80. Rick kämpft ums überleben
81. Köder in der Geisterfalle
82. Rick wird hereingelegt
83. Der Berg der Werwölfe[19]
84. Die Stadt im Moor
85. Das Satansauge in der Höllendisco
86. Die tödliche Kopie[20]